# 必殺仕事人V・風雲竜虎編
『必殺仕事人V・風雲竜虎編』（ひっさつしごとにんファイブ ふううんりゅうこへん）は、1987年3月13日から7月31日まで、テレビ朝日系で毎週金曜日22:00 - 22:54に放送された、朝日放送と松竹（京都映画撮影所、現・松竹撮影所）共同製作のテレビ時代劇。全19話。主演は藤田まこと。
必殺シリーズの第28作、必殺仕事人シリーズの第8作、中村主水シリーズの第14作である。

## 概要
前作『必殺仕事人V・旋風編』が、出門英のスケジュールによる降板と視聴率の低迷で打ち切りとなった直後の作品。前作の続編でレギュラー出演者や主題歌など、一部の要素は引き継がれている。
旋風編で降板した出門とひかる一平の後を受け継ぐ形で、大河ドラマ『独眼竜政宗』に出演していた三浦友和と『テレビ三面記事 ウィークエンダー』に出演していた桂朝丸（現・2代目桂ざこば）を起用した。
視聴率はやや持ち直したが、次作『必殺剣劇人』を以て、『必殺仕掛人』以来、15年続いた必殺シリーズのレギュラー放送を休止することが決定した。

## あらすじ
仲間の夜鶴の銀平、西順之助を失う結果となった百軒長屋での大仕事から1年後。中村主水は焼失した百軒長屋の番所から、富岡八幡宮へ続く橋の番所勤めに配置換えとなり、橋の通行料の接収係となっていた。
ある日のこと、主水の目の前で仕事人の元締 柳島の茂兵衛が殺害され、茂兵衛の持っていた仕事人の名簿が奉行所に流れたことで、大規模な仕事人狩りが行われる。鍛冶屋の政を含め、江戸の仕事人たちは功績が欲しい主水が裏切ったと考え、茂兵衛の妻のお絹が絵馬坊主の蝶丸に主水の殺しを依頼したことから、主水は仕事人たちから命を狙われる。
大道芸人の影太郎を相棒として江戸に戻って来たお玉は蝶丸から主水殺しの依頼を受け、主水に真相を問いただすが、主水は身の潔白を証明できない。影太郎は主水の嫌疑を否定して、白であることを直感する。
黒幕は裏稼業界を支配して、主水を仲間に引き込みたいと考えていた松平葵の紋の殿様とお絹だと分かり、主水、政、影太郎、お玉は協力して、彼らを葬る。新たな仕事人グループが結成され、仕事を行っていく。

### 概説
本作では元締ではないが、裏の仕事を請け負い斡旋する人物として、絵馬坊主の蝶丸がいる。位置付けとしては仕事の仲介役である仕置屋のおこうに近い。
頼み人は蝶丸が住む夜叉堂を訪れ、そこで恨みを晴らしたい人物と頼み人自身の名を「ご神水」と称する見えない墨（煙硝を水で溶いたもの）で赤絵馬の裏に書く。その際に有り金の全てを賽銭という形で、蝶丸に支払う。
その絵馬を仕事を請け負う仕事人に渡し、それを炙ると相手の名前が浮かぶという趣向である。依頼の仕組みは仕事人の木更津のお助け地蔵に似ている。他の作品と違い、依頼も全話を通して前半で行っている。第2話以降は依頼人に対して「嘘偽りがあれば天罰ただちに我が身に返る」という忠告がされるが誤解による依頼と判明した場合は特に咎めることはせず、真相を知った頼み人による依頼の取り消しにも応じる。表向きは神頼みの形を取っているため、亡霊退治という、本来なら仕事人が受けるものではない依頼も受けなければならないことがあった。
主水らが依頼人から金を直接受け取って仕事をすることはできないが元締の制度自体は別に存在している。第1話の柳島の茂兵衛と最終回の旅芸人一座の座長 雲龍が存在し、雲龍は主水に仕事の斡旋をしている。

## 登場人物

### 仕事人
中村主水
演 - 藤田まこと
南町奉行所の定廻り同心。本作では前作最終話での百軒長屋の火災の責任を取らされ、富岡八幡宮へ続く橋の番所勤めへ異動となり、以前にも増して左遷された状態にある。
第8話では3カ月の勤務予定だったはずが評判がいいらしく、更に3カ月 延長となる。
第7話では、15年もの間刀を研いでいたというと研師の存在も明らかになったが、同話で殺害された。
鍛冶屋の政
演 - 村上弘明
前作の銀平の死を受けて、裏稼業から足を洗っていたが主水が裏切りを働いたとの誤解から仕事人に復帰する。主水の潔白が証明された後は彼と組み、仕事を行う。
鍛冶屋としての腕前を上げており、第17話では依頼に応じ、筋力増強のためのブルワーカーを連想させる運動器具を作り上げた。
最終回で捕り方に捕まった影太郎を助けたことで足が付き、仲間たちに別れを告げ、江戸を旅立つ。
政を演じた村上は、第4話の次回予告も担当していた。
かげろうの影太郎
演 - 三浦友和
お玉とコンビを組んでの大道芸（南京玉すだれ）を表稼業としている。暢気な性格の色男で女性からの人気は高いが、世間知らずな一面を持つ。冷静沈着で頭の回転が早く、軽率な行動を取ることは少ない。直情的な政の抑え役になっている。
その素性は不明で、お玉は知らなかったが正体は高遠藩の跡取りの双子の弟　本多忠次であるという事実が明かされる。双子は不吉として、子供の頃は寺に預けられていたため、家族への羨望を持つ。第18話で、高遠藩の内紛を治めるために兄の身代わりを務め、仕事を行う。
最終回で現場に残った玉すだれの残骸から足が付き、奉行所に捕縛されかけたところを政の助けで事無きを得る。その後は仲間たちに別れを告げ、江戸を旅立つ。
演じた三浦は次回予告を担当している。
お玉
演 - かとうかずこ
仕事人の密偵。百軒長屋の大火事騒動の後、便利屋を廃業。本作では大道芸人となり、影太郎の相棒を務める。主に情報収集と蝶丸から依頼を受けるのは彼女の役割となっている。第1、2話は前作と髪型が変わっていた。3話からは前作の髪型を小さくした髪型になっている。
金粉を使い、影太郎の殺しをサポートするが前作で見せた跳躍は行わない。仕事以外では、影太郎の身の回りの世話や傷の手当、玉すだれの修復も手伝うなど献身的である。
最終回で仕事料の残りの半金を取りに雲龍に会っていた所を奉行所に見つかり、さらに懐に持っていた金粉から足が付いてしまうが、主水の機転で事なきを得た。その後は主水、政、影太郎と別れ、江戸を旅立つ。
影太郎と別れる際、彼について行きたいような素振りを見せることから気があったことがうかがえる。
絵馬坊主の蝶丸
演 - 桂朝丸
夜叉堂を拠点とする上方出身の坊主で、頼み人より仕事を請け負う。
女好きのお調子者で、お玉にセクハラを毎回 行うが、全く相手にされていない。作中では、お仙と後に一緒に暮らす様になるが、あっけらかんとしている彼女に対しては女好きの彼も扱いに困っていた。
お玉に対して、紙芝居仕立てで頼み人の依頼理由を解説する。これは蝶丸役の桂朝丸が出演していた『テレビ三面記事 ウィークエンダー』のパロディーである。
第15話では親友の不覚の恨みを晴らすべく、自らが頼み人となる。
最終回で、お仙に愛想を尽かされた挙句、逃げられてしまい、主水たちよりも一足早く、江戸から逃走した。

### その他
中村せん
演 - 菅井きん
主水の姑。あいかわらず婿養子の主水をいびる。
中村りつ
演 - 白木万理
主水の妻。せんとともに婿養子の主水をいびる。主水が左遷中のため、隣近所に肩身の狭い思いをしている。
筆頭同心 田中
演 - 山内としお
南町奉行所の筆頭同心で、主水の上司。前作同様、上司の鬼塚と一緒にいることが多く、主水を口煩く注意する。
与力 鬼塚
演 - 西田健
南町奉行所の与力で、田中の上司。前作同様、田中と一緒に登場することが多い。
成果を上げない部下を叱咤して、昼行灯の主水を大声で叱り飛ばすなど、名前通りの厳しさである。
お仙
演 - 小林千絵
第13話から登場した素性の知れない少女で、自称「フーテンのお仙」。
夜叉堂に突然現れ、蝶丸から金を貰って住み着き、絵馬が仕事人への連絡とは知らずに手伝いをする様になる。女好きの蝶丸を無邪気に翻弄して悶々とさせたりもする。
最終回で、蝶丸に愛想を尽かし、何処へ旅立ってしまった。
六平
演 - 妹尾友信
主水が百軒長屋から左遷されたのと同時に小者を辞め、もぐら叩き屋を開業した。市井の噂話や情報を主水たちに伝えることが多い。
商売のもぐら叩きで、主水たちを挑発するがいつも命中させられたり、稼いだ日銭を取られたりする。

### ゲスト
第1話 「謎の二枚目殺し屋登場!」
- 松平葵の紋の殿様 - 御木本伸介
- お絹 - 高橋ひとみ
- 大坂の元締 - 北村英三
- 柳島の茂兵衛 - 加賀邦男

第2話 「将軍の初恋騒動!」
- お鹿 - 津島恵子
- 大御所家斉 - 佐竹明夫
- 水野隼人正 - 小林勝彦
- お光 - 橘ゆかり
- 西丸老中脇坂 - 永野辰弥
- 宮内 - 萩原郁三
- お金 - 中塚和代

第3話 「返り討ち悲話」
- 片倉新八 - 平泉成
- 駒吉 - 塩屋俊
- 菱川碌山 - 楠年明
- 辰蔵 - 下元年世
- 勘九郎 - 中村彰良
- 小夜 - 丘祐子

第4話 「政と女スリ、危機一髪」
- お百 - 高部知子
- 聖天の弥助 - 黒部進
- 永代の仁吉 - 須永克彦
- 丑 - 谷口孝史

第5話 「一夫多妻家族 悲しき暴走」
- お峰 - 左時枝
- 並作 - 車だん吉
- 巳代松 - 高峰圭二
- 六兵衛 - 五味龍太郎
- お竜 - 鈴川法子
- おとめ - 森愛子
- 以蔵 - 志茂山高也

第6話 「替え玉お見合い騒動」
- 堀田浪江 - 二宮さよ子
- 夏目喜内 - 中井啓輔
- 堀田帯刀 - 水上功治

第7話 「主水の刀を研ぐ男」
- 辰蔵 - 村田正雄
- 常吉 - 篠塚勝
- お澄 - 篁ゆう子

第8話 「殺しの的は影太郎」
- お里 - 岡本舞
- 佐久間 - 唐沢民賢
- 辰五郎 - 井上博一
- 野田屋治兵衛 - 西山辰夫
- 清吉 - 伊庭剛

第9話 「八百人目の恋は悲恋!」
- 銀次 - 黒崎輝
- 市兵衛 - 和崎俊哉
- お品 - 斉藤絵理
- 儀助 - 西園寺章雄
- 女 - 紅萬子

第10話 「子連れ女殺し旅」
- お吉 - 音無真喜子
- 佐吉 - 椎谷建治
- 勘太 - 吉原正皓
- 松造 - 井上茂
- 竹次 - 真田実

第11話 「大江戸F.F.騒動!」
- おたみ - 寺島まゆみ
- 伊吹屋 - 石山律雄
- 山村時之丞 - 内田喜郎
- 倉重信濃守 - 岩尾正隆
- 清次 - 岡本達哉

第12話 「不倫妻、身投げからくり」
- 義覚 - 八名信夫
- 仁平 - 河西健司
- お信 - 人見ゆかり
- 義観 - 田中弘史
- お妙 - 濱島夏子

第13話 「剣豪の妻、悲願の御前試合」
- 猿宮軍兵衛 - 亀石征一郎
- 照葉 - 本阿弥周子
- 沼代無二斎 - 大葉健二
- 石黒典膳 - 南雲佑介
- 久世三郎 - 関根大学
- お園 - 桂川京子

第14話 「お化け縁切り哀話」
- お紺 - 赤座美代子
- 平吉 - 粟津號
- 神保右門 - 楠年明（2回目）
- 池田屋 - 牧冬吉
- 河内屋 - 須永克彦
- 庄太 - 浜田雄史
- お竹 - 森華恵

第15話 「江戸大仏からくり開眼」
- 不覚 - 津村隆
- 玄達 - 石橋雅史
- イヨ - 影山仁美
- 坂口 - 草薙良一
- おしま - 志乃原良子
- 伝助 - 野口貴史
- おひさ - 吉内里美
- 小原 - 谷口孝史（2回目）

第16話 「白か黒か大商人誘拐騒動」
- 善兵衛 - 宗方勝巳
- 忠兵衛 - 上野山功一
- お種 - 江崎和代
- 彦坂 - 田畑猛雄
- 茂兵衛 - 下元年世（2回目）
- 杉山 - 山口幸生
- 伝一 - 水上保広
- お志乃 - 吉田哲子

第17話 「恐怖の辻射ち!」
- 大貫忠秀 - 小笠原良知
- 久貝重正 - 中田浩二
- 大貫求馬 - 大橋吾郎
- 久貝伊織 - 伊庭剛
- 深見久兵ヱ - 西園寺章雄　
- 門弟 - 小林哲磨

第18話 「身代り大名悪人討ち!」
- 佐竹助佐衛門 - 内藤武敏
- 室田意次 - 内田勝正
- 志津 - 朝比奈順子
- 情報屋 - 三笑亭夢之助
- 後宮多聞 - 五十嵐義弘　
- 久坂以蔵 - 石倉英彦　
- お里 - 椎名友美　
- 良庵 - 伊波一夫

第19話 「主水ひとりぼっち」
- 吉野局 - 三ツ矢歌子
- 雲龍 - 島田順司
- 尾上 - 井上ユカリ
- 将軍 - 新城邦彦　
- 岡部十郎太 - 出水憲司
- 芸人 - ジョニー広瀬
- 芸人 - 海老一鈴子
- 芸人 - 伏見紫水

## 殺し技
中村主水
悪人を油断させながら一瞬の隙を付いて、脇差を相手の急所に刺す。本作は大刀で悪人を斬り倒すこともある。
鍛冶屋の政
手槍で、悪人の首筋を突き刺す。
かげろうの影太郎
お玉が金粉を悪人の顔に吹き掛けた所を尖端に針を仕込んだ南京玉すだれで、相手の額を刺す。鞭のように応用することも可能。
玉すだれがバラバラになった時のために予備の玉すだれを携帯しており（第7話）、バラバラになった玉すだれの一部で悪人の額を刺した（第13、19話）。
一本のすだれで並んで座っていた相手2人の首を貫いたこともある（第16話）。

## スタッフ
- 制作 - 山内久司（朝日放送）
- プロデューサー - 奥田哲雄（朝日放送）、辰野悦央（朝日放送）、櫻井洋三（松竹）
- 脚本 - 吉田剛、保利吉紀、篠崎好、鶉野昭彦、中原朗
- 音楽 - 平尾昌晃
- ナレーター - 中村梅之助
- 協力 - エクラン演技集団、新演技座
- 監督 - 工藤栄一、原田雄一、松野宏軌、水川淳三、山根成之
- 製作協力 - 京都映画撮影所（現・松竹撮影所）
- 制作 - 朝日放送、松竹

## 主題歌・挿入歌
- 主題歌 - 川中美幸「愛は別離（わかれ）」（テイチクレコード（現・テイチクエンタテインメント））
作詞：なかにし礼、作曲：浜圭介、編曲：桜庭伸幸
- 挿入歌 - 川中美幸「風花」（テイチクレコード（現・テイチクエンタテインメント））
作詞：中西冬樹、作曲：伊豆康臣、編曲：桜庭伸幸
「愛は別離」のB面。第3話のみ。
- 挿入歌 - テン・リー「ついて行きたい」（リバスターレコード）
作詞・作曲：たきのえいじ、編曲：桜庭伸幸
第4話から。劇場映画『必殺4 恨みはらします』、次作『必殺剣劇人』の主題歌としても使用された。

## 放送日程
| 話数   | 放送日        | サブタイトル             | 脚本     | 監督     |
| ------ | ------------- | ------------------------ | -------- | -------- |
| 第1話  | 1987年3月13日 | 謎の二枚目殺し屋登場!    | 吉田剛   | 工藤栄一 |
| 第2話  | 1987年3月20日 | 将軍の初恋騒動!          | 吉田剛   | 原田雄一 |
| 第3話  | 1987年3月27日 | 返り討ち悲話             | 保利吉紀 | 原田雄一 |
| 第4話  | 1987年4月17日 | 政と女スリ、危機一髪     | 吉田剛   | 松野宏軌 |
| 第5話  | 1987年4月24日 | 一夫多妻家族 悲しき暴走  | 保利吉紀 | 松野宏軌 |
| 第6話  | 1987年5月01日 | 替え玉お見合い騒動       | 吉田剛   | 水川淳三 |
| 第7話  | 1987年5月08日 | 主水の刀を研ぐ男         | 保利吉紀 | 水川淳三 |
| 第8話  | 1987年5月15日 | 殺しの的は影太郎         | 篠崎好   | 原田雄一 |
| 第9話  | 1987年5月22日 | 八百人目の恋は悲恋!      | 吉田剛   | 原田雄一 |
| 第10話 | 1987年5月29日 | 子連れ女殺し旅           | 吉田剛   | 松野宏軌 |
| 第11話 | 1987年6月05日 | 大江戸F.F.騒動!          | 保利吉紀 | 水川淳三 |
| 第12話 | 1987年6月12日 | 不倫妻、身投げからくり   | 吉田剛   | 松野宏軌 |
| 第13話 | 1987年6月19日 | 剣豪の妻、悲願の御前試合 | 鶉野昭彦 | 松野宏軌 |
| 第14話 | 1987年6月26日 | お化け縁切り哀話         | 吉田剛   | 山根成之 |
| 第15話 | 1987年7月03日 | 江戸大仏からくり開眼     | 中原朗   | 原田雄一 |
| 第16話 | 1987年7月10日 | 白か黒か大商人誘拐騒動   | 鶉野昭彦 | 山根成之 |
| 第17話 | 1987年7月17日 | 恐怖の辻射ち!            | 中原朗   | 松野宏軌 |
| 第18話 | 1987年7月24日 | 身代り大名悪人討ち!      | 保利吉紀 | 山根成之 |
| 第19話 | 1987年7月31日 | 主水ひとりぼっち         | 中原朗   | 山根成之 |

## ネット局
途中で打ち切られた局や、しばらくの間放送する他系列ネットの局がある。
系列は放送当時のもの。
| 放送対象地域   | 放送局             | 系列                          | 備考                                            |
| -------------- | ------------------ | ----------------------------- | ----------------------------------------------- |
| 近畿広域圏     | 朝日放送           | テレビ朝日系列                | 制作局                                          |
| 関東広域圏     | テレビ朝日         | テレビ朝日系列                |                                                 |
| 北海道         | 北海道テレビ       | テレビ朝日系列                |                                                 |
| 青森県         | 青森放送           | 日本テレビ系列 テレビ朝日系列 |                                                 |
| 岩手県         | テレビ岩手         | 日本テレビ系列                |                                                 |
| 宮城県         | 東日本放送         | テレビ朝日系列                |                                                 |
| 秋田県         | 秋田テレビ         | フジテレビ系列                | 1987年3月まではテレビ朝日系列とのクロスネット局 |
| 山形県         | 山形放送           | 日本テレビ系列 テレビ朝日系列 |                                                 |
| 福島県         | 福島放送           | テレビ朝日系列                |                                                 |
| 新潟県         | 新潟テレビ21       | テレビ朝日系列                |                                                 |
| 長野県         | テレビ信州         | テレビ朝日系列 日本テレビ系列 |                                                 |
| 山梨県         | テレビ山梨         | TBS系列                       |                                                 |
| 富山県         | 富山テレビ         | フジテレビ系列                |                                                 |
| 石川県         | 石川テレビ         | フジテレビ系列                |                                                 |
| 福井県         | 福井テレビ         | フジテレビ系列                |                                                 |
| 静岡県         | 静岡けんみんテレビ | テレビ朝日系列                | 現・静岡朝日テレビ                              |
| 中京広域圏     | 名古屋テレビ       | テレビ朝日系列                |                                                 |
| 鳥取県・島根県 | 山陰放送           | TBS系列                       |                                                 |
| 広島県         | 広島ホームテレビ   | テレビ朝日系列                |                                                 |
| 山口県         | 山口放送           | 日本テレビ系列 テレビ朝日系列 |                                                 |
| 徳島県         | 四国放送           | 日本テレビ系列                |                                                 |
| 香川県・岡山県 | 瀬戸内海放送       | テレビ朝日系列                |                                                 |
| 愛媛県         | 南海放送           | 日本テレビ系列                |                                                 |
| 高知県         | テレビ高知         | TBS系列                       |                                                 |
| 福岡県         | 九州朝日放送       | テレビ朝日系列                |                                                 |
| 長崎県         | 長崎放送           | TBS系列                       |                                                 |
| 熊本県         | テレビ熊本         | フジテレビ系列 テレビ朝日系列 |                                                 |
| 大分県         | 大分放送           | TBS系列                       |                                                 |
| 宮崎県         | 宮崎放送           | TBS系列                       |                                                 |
| 鹿児島県       | 鹿児島放送         | テレビ朝日系列                |                                                 |
| 沖縄県         | 琉球放送           | TBS系列                       |                                                 |

## 前後番組
| テレビ朝日系 金曜22時台（当時はABCの制作枠）         | テレビ朝日系 金曜22時台（当時はABCの制作枠）              | テレビ朝日系 金曜22時台（当時はABCの制作枠） |
| 前番組                                               | 番組名                                                    | 次番組                                       |
| ---------------------------------------------------- | --------------------------------------------------------- | -------------------------------------------- |
| 必殺仕事人V・旋風編 （1986年11月7日 - 1987年3月6日） | 必殺仕事人V・風雲竜虎編 （1987年3月13日 - 1987年7月31日） | 必殺剣劇人 （1987年8月7日 - 1987年9月25日）  |